# Triumfetta brevipes
Triumfetta brevipes là một loài thực vật có hoa trong họ Cẩm quỳ. Loài này được S. Watson miêu tả khoa học đầu tiên năm 1887.